# Palazzo De Angelis
Il palazzo De Angelis è  un palazzo nobiliare di Scanno, in provincia dell'Aquila, in via Ciorla 3, nei pressi dell'incrocio della stessa via con il vicoletto che porta il nome della famiglia che abitò in questo palazzo a titolo baronale.
Anche se attualmente il palazzo è ad uso abitativo privato è una delle maggiori espressioni del barocco a Scanno.

## Struttura
Il palazzo è a 4 piani. Il portale su via Ciorla è posto in modo asimmetrico rispetto alle altre opere della facciata. Sopra il portone ligneo vi è lo stemma dei De Angelis del 1766.
Nell'interno vi sono alcune forme della struttura originaria come la bifora sul cortile interno che vogliono far datare l'edificio del XV secolo con successivi rifacimenti settecenteschi.
Oltre il portone vi è un atrio che dà su un androne che, proseguendo dritti, immette nel cortile e, sulla destra, mediante una scalinata in pietra, immette ai piani superiori.
Alcuni vani all'interno sono decorati con stucchi e decorazioni in legno tra cui una cassettonatura ad intarsi lignei sita in una delle proprietà private all'interno.